# Real Academia Hispano Americana de Ciencias, Artes y Letras de Cádiz
A Real Academia Hispano Americana de Ciencias, Artes y Letras de Cádiz (Real Academia Hispano-Americana de Ciências, Artes e Letras de Cádis)  é uma instituição cultural espanhola com sede no Centro Cultural Municipal Reina Sofía, em Cádis. Faz parte do Instituto de Espanha e do Instituto de Academias da Andaluzia. Como organismo oficial, depende do Ministério dos Negócios Estrangeiros de Espanha.

## Descrição
Em 1875 foi fundada a Real Academia de Ciências e Letras, com sede no Museu Iconográfico e Histórico das Cortes e do Cerco de Cádis. Em 1909 foi-lhe atribuído o estatuto de Hispano-Americana. Em 1947, a explosão de um paiol de pólvora da Armada em Cádis em 1947, a explosão da Base de Defesa Submarina da cidade, obrigou à transferência da instituição, que teria várias sedes ao longo dos anos até 2006, altura em que se mudou para o Centro Cultural Reina Sofía.
O centro cultural, onde se encontra a sua sede, foi construído em 1760 como Pavilhão dos Engenheiros Militares e mais tarde albergou os escritórios do Governo Militar de Cádis. Tem alguns acrescentos do século XVI, como a torre de 1805. A sua propriedade passou do Ministério da Defesa de Espanha para a Câmara Municipal de Cádis, que a utiliza para fins culturais.